# Notoplax violacea
Notoplax violacea är en blötdjursart som först beskrevs av Jean René Constant Quoy och Joseph Paul Gaimard 1835.  Notoplax violacea ingår i släktet Notoplax och familjen Acanthochitonidae. Inga underarter finns listade i Catalogue of Life.